# ВОЛМА
ВО́ЛМА — группа компаний, специализирующаяся на производстве отделочных материалов, преимущественно из гипса: сухих строительных смесей, гипсокартонных листов, пазогребневых плит. Создана на основе производственного предприятия Волгоградский гипсовый завод, который, в свою очередь, был основан в 1943 году. Собственники компании считают годом основания 1999, когда они пришли к руководству заводом. Первое юридическое лицо нынешней группы было создано в 2005 году, с этого момента и до переименования в 2007 году компания носила название «Волгоградский гипс».

## Гипсовый завод
Необходимость строительства гипсового завода возникла после завершения Сталинградской битвы, в результате которой большая часть жилищного фонда была разрушена. По одной версии завод начали строить уже в 1943 году. Возведение завода осуществляло СМУ-5 Донбасспромстроя. 18 ноября 1944 года был создан Наркомат жилищно-гражданского строительства РСФСР (Наркомгражданстрой), одной из главных задач которого стали проектирование и строительство заводов по производству отделочных материалов, строительных деталей, оборудования и мебели для обеспечения строительства на территории РСФСР. В октябре того же года им принимается капитальный план по строительству 6 заводов, одним из которых стал завод по производству высокопрочного строительного гипса в Сталинграде.
1 января 1949 года 77 рабочих было переведено из строительно-монтажного управления в коллектив завода. 30 июня того же года Сталинградский гипсовый завод в составе цеха гипса, трансформаторной подстанции и подъездных железнодорожных путей введён в эксплуатацию.
В 1952 году начато производство гипсовых плит, а в 1953 году — сухой гипсовой штукатурки. В 1960 году топки завода переведены с каменного угля на газ. В 1986 введен в эксплуатацию новый цех строительного гипса. Производство завода росло до 1991 года, после чего неуклонно снижалось. В 1997—1999 годах выпуск продукции составил 4 % от показателей 1972 года.

## ВОЛМА
- 1943 — Закладка Волгоградского гипсового завода, от которого ведет свою историю компания «ВОЛМА»[4].
- 1999 — приобретение завода новыми собственниками, создание компании «ВОЛМА». Проведение модернизации Волгоградского гипсового завода, освоение новых технологий производства гипсокартонных листов (ГКЛ), начало возрождения завода;
- 2001 — результат трехлетней работы: десятикратное увеличение объемов производства гипса и ГКЛ, освоение производства влагостойких ГКЛ и сухих строительных смесей на основе гипса.
- 2003 — начало производства пазогребневых плит.
- 2005 — компания приобрела недействующий гипсовый рудник в Беляевском районе Оренбургской области[5].
- 2005 — освоение производства грунтовой жидкости, морозостойких клея и финишной шпаклевки.
- 2006 — освоение ангидритовых смесей.
- 2007 — освоение производства плиточных клеев на цементной основе.
- 2012 — начало строительства завода в Оренбургской области[6].
- 2015 — открытие новой производственной площадки «ВОЛМА-Оренбург».
- 2016 — открытие новой производственной площадки «ВОЛМА-Майкоп».
- 2018 — Сдача в эксплуатацию стадионов и инфраструктурных объектов Чемпионата мира по футболу 2018, при строительстве которых активно применялась продукция ВОЛМА (штукатурные и шпаклевкочные смеси, плиточный клей, гипсокартон и т. д.).
- 2018 — Расширение территорий экспорта. Среди стран, где представлена продукция ВОЛМА: Казахстан, Азербайджан, Беларусь, Туркменистан, Киргизия, Узбекистан, страны Балтии, Монголия, Финляндия, Германия, Франция, Италия, Польша, Чехия, Молдавия, Грузия.
- 2019 — Запуск брендового Интернет-магазина shop.volma.ru.
- 2019 — Активное участие в национальном проекте национальный проект «Повышение производительности труда и поддержка занятости», реализация Корпоративной программы повышения конкурентоспособности.
- 2020 — ВОЛМА включена в Перечень системообразующих организаций российской экономики.
- 2022 — В состав производственных предприятий ВОЛМА вошел Ангарский гипсовый завод. Переименован в «ВОЛМА-Байкал».

В 2015 году введен в эксплуатацию цех по производству кальцита на базе волгоградского предприятия «ВОЛМА-ВТР». Произведена первая отгрузка продукции в Крым водным транспортом. 4 сентября состоялось открытие гипсового завода «Волма-Оренбург» в Беляевском районе Оренбургской области. Предприятие стало первым предприятием полного цикла производства в составе группы компаний. Завод построен в карьере гипсового камня. Объём инвестиций составил 1,5 млрд рублей. В районе было создано 150 рабочих мест.
26 августа 2016 года в посёлке Каменномостский Майкопского района Адыгеи был открыт гипсовый завод «Волма-Майкоп». Производство создано на площади 4,2 га на базе бывшего гипсового завода. Инвестиции в проект составили порядка 2 млрд рублей.
30 октября 2017 года Министерство экономического развития и торговли Украины издало приказs № 1582-17 и 1583-13, которыми введены санкции в том числе и против двух компаний корпорации «за проведение действий, которые могут навредить интересам национальной экономической безопасности». Введён временный запрет на внешнеэкономическую деятельность на территории Украины.
В 2019-м году компания ВОЛМА прошла инспекционный контроль и подтвердила соответствие требованиям стандарта ISO 9001:2015
В 2020 году ВОЛМА включена в Перечень системообразующих организаций российской экономики. Для этого компания успешно прошла отбор по отраслевым критериям.